# 栗战书
栗战书（1950年8月30日—），河北石家莊市平山縣人，中国共产党、中华人民共和国政治人物，原正国级领导人。曾任第十九屆中共中央政治局常委（排名第三），第十三届全国人民代表大会常务委员会委员长、党组书记。栗战书于1972年12月参加工作，1975年4月加入中国共产党，毕业于河北省石家庄地区财贸学校及河北师范大学夜校政教系，修有中国社会科学院财贸系商业经济专业在职研究生学历及哈尔滨工业大学高级工商管理硕士。
栗战书仕途发端于家乡河北基层，早年财贸学校毕业后，在石家庄地区地委、商业局、无极县等地工作，担任过县委书记、地委副书记和行署专员（地区政府部门的主要领导）等职务，后曾在河北省共青团系统与承德地区担任主要领导职务。1993年起，任中共河北省委常委，并担任过省委秘书长、农村工作领导小组副组长等职务。1998年，赴陕西省工作，曾担任中共陕西省委常委、组织部部长及省委副书记兼中共西安市委书记等职务，逐渐走向重要实权领导岗位。2004年，任中共黑龙江省委副书记，并于2007年兼任黑龙江省人民政府省长，成为主政一方的省部级官员。2010年，调任中共贵州省委书记。2012年中共十八大前夕，奉调进京担任中共中央办公厅副主任、主任、中共中央直属机关工作委员会书记等职务，成为中共中央核心行政机关的总管。随后不久在中共十八届一中全会上当选为中共中央政治局委员，晋升党和国家领导人。2017年10月，在中共十九届一中全会上进一步当选为中共中央政治局常委，进入党和国家最高决策层。2018年3月，当选为第十三届全国人大常委会委员长。
栗战书是中共第十六、第十七届候补中央委员，第十八届、第十九届中央政治局委员及第十九届中央政治局常委，党内排名仅次于习近平和李克强。
栗战书被视为中共中央总书记习近平最信任的心腹之一，担任中共中央办公厅主任期间常随习近平出访，并负责习近平的日程安排、文件处理和安保工作。

## 生平

### 早年及河北省
栗战书祖父栗从周是河北省平山县杜家庄村小学校长，兄弟四人。栗战书四叔祖栗再温在北京读大学时加入中国共产党，中华人民共和国成立后曾担任山东省副省长。栗战书的父亲名栗政修，他的叔叔栗政通曾是中国人民解放军第一野战军第二军营长，1949年在扶郿战役中阵亡，年仅26岁。栗政通阵亡后，栗战书的父亲栗政修日夜兼程，用了30多天时间，才将栗政通的棂棺从陕西运回河北老家。第二年，栗战书出生，栗政修以“战地家书”之意为儿子取名“战书”，表达对兄弟的怀念之情。
1950年，栗战书出生在平山县杜家庄村。1971年11月，20岁的栗战书来到河北省石家庄地区财贸学校物价专业学习。1972年12月毕业后，在河北基层党政机关工作，任石家庄地区商业局办公室干事、副主任。1976年2月，任石家庄地委办公室资料科干事、科长。1980年10月，进入河北师范大学夜校政教系学习。1982年，因为当时中国社会上出现了否定社会主义的思潮，栗战书致信中共中央主席胡耀邦，在信中建议高唱《社会主义好》，并将原歌词中“右派分子想反也反不了”改成“反動分子想反也反不了”。这封信被批转中共中央宣传部，后来发表在1982年5月26日《人民日报》第四版上，署名“中共河北省石家庄地委办公室栗战书”，栗战书由此名声大增。
1983年7月，33岁的栗战书任中共无极县委书记，在此期间，习近平在邻近的正定县担任县委书记。栗战书与习近平建立起了良好的关系，为日后被重用打下了坚实的基础。
1985年10月，栗战书越级升任中共石家庄地委副书记、地区行署专员。1986年4月，任共青团河北省委书记。1990年11月，任中共承德地委副书记、地区行署专员。1992年8月至1994年12月，在中央党校函授学院经济专业学习。
1993年4月，43岁的栗战书任中共河北省委常委、秘书长，晋升副部级。由于与程维高的秘书、时任河北省国家税务局局长李真产生矛盾，栗战书于1997年12月遭到边缘化，被调任河北省委农村工作领导小组副组长。也因此在2000年程维高和李真案发被中纪委调查后，栗战书未受到任何影响。

### 陕西省
1998年7月，48岁的栗战书离开家乡河北，调任中共陕西省委常委、省农村工作领导小组副组长、办公室主任。2000年11月，任中共陕西省委组织部部长。2002年1月，任中共西安市委书记，同年4月兼任西安市人大常委会主任。同年5月，晋升中共陕西省委副书记、西安市委书记。在西安任职期间，栗战书对这座古城的发展做出了别有用意的规划，提出了“中国西安，西部最佳”的创建目标。

### 黑龙江省
2003年12月，栗战书转任中共黑龙江省委副书记。2004年10月，任黑龙江省人民政府副省长。2007年12月25日，张左己辞去省长职务后，在副部级徘徊了十五年的栗战书才得以晋升，出任代理省长，晋升正部级。2008年1月27日，正式选为黑龙江省人民政府省长。

### 贵州省
2010年8月21日，栗战书调往贵州省，任中共贵州省委书记。同年9月28日，被补选为贵州省人大常委会主任。2012年4月19日，连任中共贵州省委书记。

### 中央办公厅主任
2012年7月18日，栗战书被调到中央工作，任中共中央办公厅常务副主任（正部长级）。9月1日接替令计划，任中央办公厅主任，10月23日起兼任中央直属机关工委书记。
2012年11月15日，62岁的栗战书在中共十八届一中全会上当选中共中央政治局委员、中共中央书记处书记，晋升副国级，成为党和国家领导人。 栗战书被视为习近平结交最久、最信任的心腹之一。栗战书在中央办公厅主任任內常随习近平出访，同时还负责习近平的日程安排、文件处理和安保工作。

### 全国人大常委会委员长
2017年10月25日，67岁的栗战书在中共十九届一中全会上当选中共中央政治局常委（排名第三），进入最高领导层。随后栗战书不再兼任中共中央办公厅主任，由丁薛祥接任。2018年3月17日，在第十三届全国人大一次会议上，接替张德江，全票当选全国人大常委会委员长。
2018年9月8日，栗战书以习近平总书记特别代表身份率领中共代表团访问朝鲜，应朝鲜劳动党邀请出席朝鲜建国70周年庆祝活动。
2019年12月28日，栗战书执掌下的十三届全国人大常委会废除了实行近30年的收容教育制度。
2020年6月30日，在栗战书的主持下制定的香港国安法以加开会议的方式二审获得全国人大常委会通过。
2022年9月7日至17日，栗战书出访俄罗斯、蒙古国、尼泊尔和韩国并在俄出席第七届东方经济论坛全会，成为自2020年1月COVID-19疫情爆发以来首位出国访问的在任中共中央政治局常委。
2022年10月23日，72岁的栗战书在中共二十届一中全会后卸任中共中央政治局常委，并在2023年3月召开的十四届全国人大一次会议上卸任全国人大常委会委员长退休，其职务由赵乐际接任。

## 著作
- 《文明激励与制度规范生态可持续发展理论与实践研究》，2012社会科学文献出版社。
- 《坚决维护党中央权威》（学习贯彻党的十八届六中全会精神），《人民日报》（2016年11月15日06版）。

## 家庭
- 祖父：栗从周
- 叔祖父：栗再温（1908年3月13日－1967年2月17日），原名栗志周。曾任中华全国总工会书记处书记、山东省副省长、中共山东省委书记处书记[16]。
- 父：栗政修，兄弟包括栗政通、栗政清和栗政民[17]。
- 女兒：栗潛心（1982年6月－），全国青联第十二届委员会委员[18]，第十一届云南省政协委员（香港人士）[19]、第十二届河北省政协委员（特别邀请人士）[20]，持有香港身份證，現任建银国际（控股）有限公司董事長[21][22]，香港建銀國際資產管理聯席董事，香港華菁會副會長，香港青年聯會第19屆會董[14]。
  - 女婿：蔡华波，持有新加坡护照，有浙江口音，在香港和英国拥有巨额资产，包括身价超过1,000万港元的一匹香港赛駒「赤兔寶駒」、在香港赤柱半岛一处1,500万美元的豪宅、中环中心顶楼价值5亿港币的办公楼、一家上市公司。2017年6月底花费15亿港币增持香港上海大酒店集团股份，成为大酒店第二大股东。他旗下公司的经营范围和业务，包括医疗设备、金融服务、管理不良资产、矿物开采、商品和证券交易[14][23][24]。

## 荣誉

### 勋章奖章
- 友谊勋章（俄罗斯，2022年4月15日于北京人民大会堂颁发[25]）

## 爭議

### 俄乌战争期间的对俄表达
2022年9月8日，时任中國全国人大常委會委員長的栗戰書出訪俄羅斯時，向俄方政要表示，是美國和北約把俄羅斯逼到牆角，所以俄羅斯為了維護國家的核心利益採取了一些反擊。中方理解俄羅斯的所作所為，而且從不同的方面給予「策應」，但「策應」為何則未有說明。起初報導時，新華社通稿中只簡單引述稱，中方願在涉及彼此核心利益和重大關切問題上相互堅定支持，把高水準政治互信轉化為更多務實合作成果。直到栗戰書講話被俄罗斯国家杜马官网以文字公布，緊接著影像畫面在Twitter被曝光後，被普遍解讀為中國在俄烏戰爭中暗自支持俄方，並非如官方對外宣傳保持中立姿態。但中國最高領導層隨後又保持冷靜，在同月习近平和普京在撒馬爾罕会晤的公开讲话中，习近平甚至未提到俄烏战争，而普京则称理解中国对乌克兰战争的“疑问和担忧”。被纽约时报解读为“习近平明显拒绝公开支持他（普京）的战争”。而且俄烏战争爆发至今中国的動作則更為理性，没有向俄罗斯运送武器，也沒有任何後方協助，迫使莫斯科向伊朗和朝鲜购买军事装备，中国政府也没有帮助俄罗斯规避西方的制裁。分析人士表示，预计中国基於自身，對支持俄僅是口惠而實不至的利用，将在俄罗斯問題方面尤其是在有关乌克兰的爭議上继续保持谨慎。